# Costa Rica az 1988. évi téli olimpiai játékokon
Costa Rica a kanadai Calgaryban megrendezett 1988. évi téli olimpiai játékok egyik részt vevő nemzete volt. Az országot az olimpián 2 sportágban 2 sportoló képviselte, akik érmet nem szereztek.

## Alpesisí
Férfi
| Versenyző    | Versenyszám      | 1. futam | 1. futam | 2. futam | 2. futam | Összesítés | Összesítés |
| Versenyző    | Versenyszám      | Idő      | Hely.    | Idő      | Hely.    | Idő        | Helyezés   |
| ------------ | ---------------- | -------- | -------- | -------- | -------- | ---------- | ---------- |
| Arturo Kinch | Óriás-műlesiklás | 1:26,71  | 72.      | 1:23,12  | 62.      | 2:49,83    | 62.        |
| Julián Muñoz | Műlesiklás       | 1:30,10  | 60.      | 1:26,62  | 53.      | 2:56,72    | 51.        |
| Julián Muñoz | Óriás-műlesiklás | 1:38,71  | 78.      | 1:41,88  | 69.      | 3:20,59    | 68.        |

## Sífutás
Férfi
| Versenyző    | Versenyszám | Eredmény  | Helyezés |
| ------------ | ----------- | --------- | -------- |
| Arturo Kinch | 15 km       | 59:37,9   | 82.      |
| Arturo Kinch | 30 km       | 2:16:20,2 | 87.      |